# Tuvopuntiasläktet
Tuvopuntiasläktet eller Tuvopuntior (Maihueniopsis) är ett släkte inom familjen kaktusväxter. Detta släkte är ett av många som flyttats ut från Opuntia under senare tid.[innan 2007 när detta skrevs?] Släktet innehåller 18 arter från Sydamerika och beskrevs av Carlos Luis Spegazzini 1925. Några arter odlas som krukväxter i Sverige.

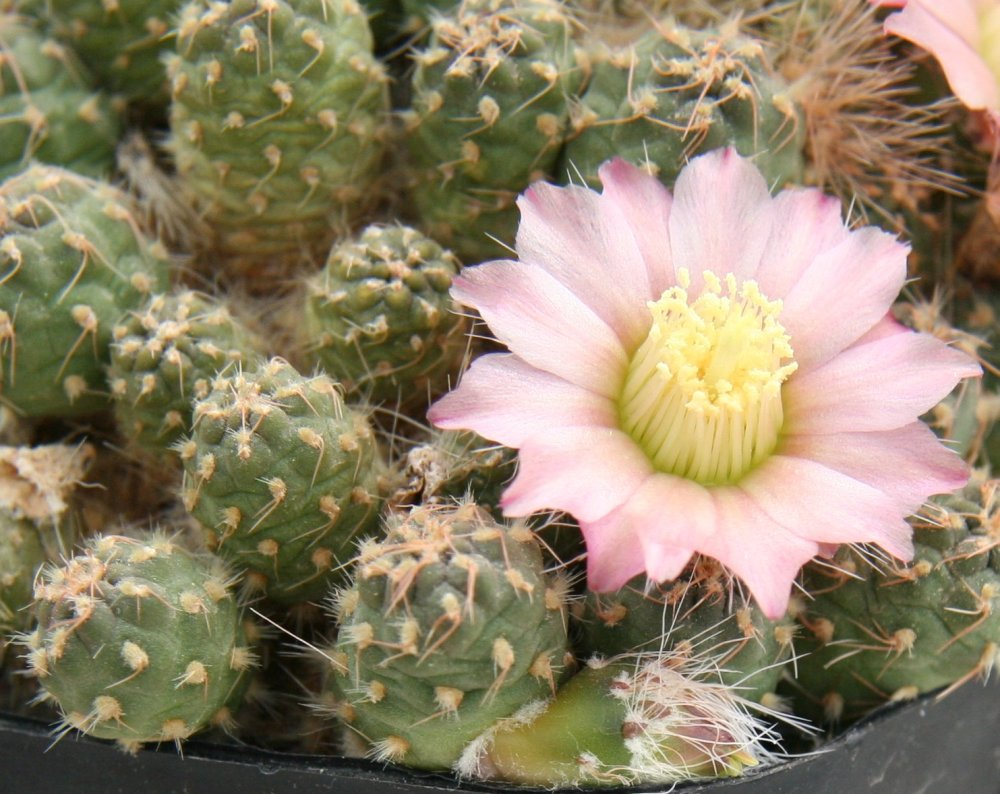
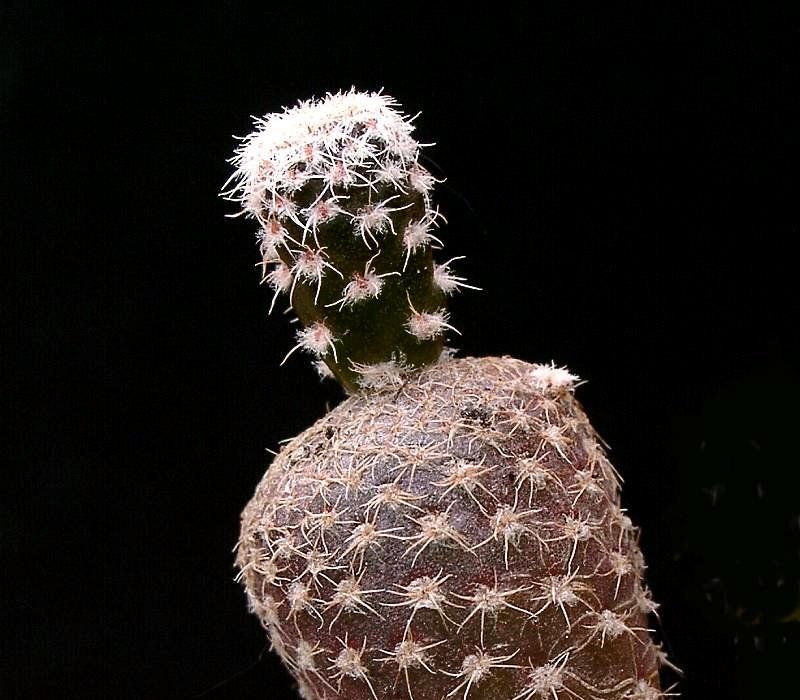